# 重庆邮电大学
重庆邮电大学，位于中国大陆重庆市南岸区南山街道，南山风景区内，是一所以信息科学技术为特色和优势，以工科、理科、商科为主，兼顾人文学科、社会学科、艺术等学科门类的教学科研型高等学校，为重庆市与工业和信息化部共建高校。入选“中西部高校基础能力建设工程”、教育部“卓越工程师教育培养计划”、“中国政府奖学金来华留学生接收院校”。

## 历史
重庆邮电大学创立于1950年3月，最初是在抗战时期交通部邮政总局原址上开办的邮政人员培训班；在此基础上，先后举办西南邮电分校、重庆邮电学校和重庆电信学校；1959 年由国务院批准成立为重庆邮电学院，并开始本科教育；1965年成为当时四川省招收研究生的10所院校之一；于1970年改建为电信总局529厂，1973年改建为邮电部第九研究所，1979年恢复办学。2000年由信产部划转重庆市管理，实行部市共建；2006 年更名为重庆邮电大学。

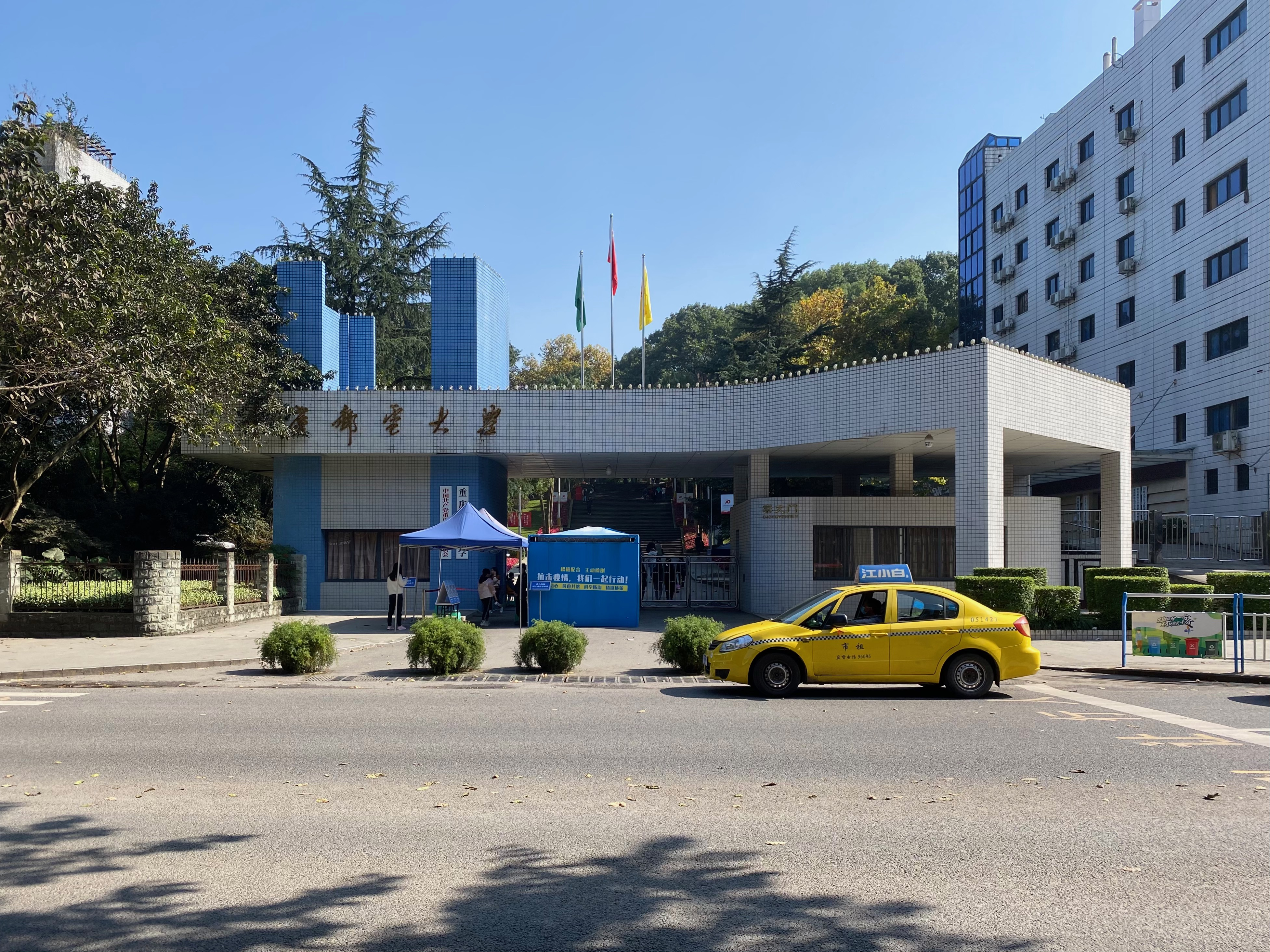
崇文门（老校门）

### 沿革
- 1950年3月：东川邮政管理局邮政人员培训班
- 1951年1月：西南邮电分校
- 1953年3月：重庆邮电学校
- 1955年5月：重庆电信学校
- 1959年3月：重庆邮电学院
- 1970年4月：电信总局529厂
- 1973年7月：邮电部第九研究所
- 1979年5月：重庆邮电学院
- 2006年3月：重庆邮电大学

## 教育发展

### 教育部第四轮学科评估[1]
| 一级学科代码代码 | 一级学科名称     | 评估结果 | 参评高校数量 |
| ---------------- | ---------------- | -------- | ------------ |
| 0305             | 马克思主义理论   | C+       | 231          |
| 0809             | 电子科学与技术   | C+       | 106          |
| 0810             | 信息与通信工程   | B+       | 137          |
| 0811             | 控制科学与工程   | B-       | 162          |
| 0812             | 计算机科学与技术 | B+       | 238          |
| 0835             | 软件工程         | B-       | 165          |
| 1201             | 管理科学与工程   | C        | 187          |

## 组织机构

### 历任校长
1. 郭长波 (1959年1月－1970年6月）
2. 刘宜伦 (1982年2月－1983年5月）
3. 赵祖锡 (1983年10月－1985年12月）
4. 胡文立 (1986年12月－1990年5月）
5. 聂能 (2006年3月－2006年8月）
6. 陈流汀 (2006年8月－2011年7月）
7. 李银国 (2011年7月－2016年4月)
8. 李林 (2016年4月－2020年5月)
9. 高新波 (2020年5月至今)

### 二级学院
- 通信与信息工程学院
- 经济管理学院
- 计算机科学技术学院
- 数理学院
- 网络空间安全与信息安全法学院
- 生物信息学院
- 光电工程学院/重庆国际半导体学院
- 自动化学院
- 先进制造工程学院
- 传媒艺术学院
- 体育学院
- 软件工程学院
- 外国语学院
- 国际学院
- 马克思主义学院
- 创新创业教育学院/继续教育学院

### 学生组织
- 校学生会 （页面存档备份，存于）
- 校学生社团联合会
- 校学生科技联合会
- 红岩网校工作站 （页面存档备份，存于）
- 校学生宿舍自我管理与服务委员会 （页面存档备份，存于）